# Methyldiethanolamin
Methyldiethanolamin (MDEA) ist eine organische chemische Verbindung aus der Gruppe der Amine und Alkohole (Alkanolamine). Sie liegt als luftempfindliche farblose Flüssigkeit vor und wird als Katalysator in der Polyurethan-Synthese und als chemisches Zwischenprodukt zur Herstellung von Textilhilfsmitteln, Farbstoffen, Insektiziden, Pharmaka und Emulgatoren verwendet. Darüber hinaus findet MDEA Anwendung als Absorbens bei der Gaswäsche von Sauergas (Aminwäsche). Als geeigneter Absorber für die nachträgliche CO2-Abtrennung hat es neben anderen Aminen den Vorzug, besonders im Direct-air-capture-Verfahren, CO2 gesondert aufzunehmen.

## Eigenschaften
Die Flüssigkeit besitzt bei 20 °C eine Viskosität von 101 mPa·s. Die wässrige Lösung von MDEA reagiert stark alkalisch. Bei Kontakt mit Luft reagiert MDEA mit dieser und muss deshalb dicht verschlossen gelagert werden. In der freien Natur ist sie leicht biologisch abbaubar. MDEA unterliegt als Vorläuferstoff der Chemiewaffenkonvention und ist dort entsprechend gelistet.

### Sicherheitstechnische Kenngrößen
Methyldiethanolamin bildet bei höheren Temperaturen entzündliche Dampf-Luft-Gemische. Die Verbindung hat einen Flammpunkt von 137 °C. Der Explosionsbereich liegt zwischen 0,9 Vol.‑% als untere Explosionsgrenze (UEG) und 8,4 Vol.‑% als obere Explosionsgrenze (OEG). Die Zündtemperatur beträgt 265 °C. Der Stoff fällt somit in die Temperaturklasse T3.

## Risikobewertung
Methyldiethanolamin wurde 2013 von der EU gemäß der Verordnung (EG) Nr. 1907/2006 (REACH) im Rahmen der Stoffbewertung in den fortlaufenden Aktionsplan der Gemeinschaft (CoRAP) aufgenommen. Hierbei werden die Auswirkungen des Stoffs auf die menschliche Gesundheit bzw. die Umwelt neu bewertet und ggf. Folgemaßnahmen eingeleitet. Ursächlich für die Aufnahme von Methyldiethanolamin waren die Besorgnisse bezüglich hoher (aggregierter) Tonnage, hohes Risikoverhältnis (Risk Characterisation Ratio, RCR) und weit verbreiteter Verwendung sowie der Gefahren ausgehend von einer möglichen Zuordnung zur Gruppe der CMR-Stoffe. Die Neubewertung fand ab 2013 statt und wurde vom Vereinigten Königreich durchgeführt. Anschließend wurde ein Abschlussbericht veröffentlicht.